# スマグラー
『スマグラー』（SMUGGLER）は、真鍋昌平による日本の漫画、及びそれを原作とした2011年公開の日本映画。『月刊アフタヌーン』（講談社）の2000年5月号から8月号に掲載されていた。単行本全1巻。

## あらすじ
役者志望のフリーターの砧涼介は、流されるままの自堕落な生活の果てに借金を作らされ、裏社会の非合法な「運び屋」の仕事をせざるを得なくなった。砧は、上司のジョーや同僚にあたるジジイと共に、中国マフィアが抗争の果てに惨殺した暴力団の組長と護衛の死体を運ぶ仕事になんとか成功する。しかし砧の「運び屋」としての次の仕事は、依頼人が以前の依頼で死体を運んだ組長がかつて率いていた暴力団。仕事の内容は、実行犯である殺し屋「背骨」を彼らの元へ運ぶというものだった。砧はジョーに「背骨」を監視する役割を与えられたが、彼に親近感を持ったことから油断をしてしまい、「背骨」に逃げられてしまう。暴力団相手の大仕事での失敗に窮地に陥った砧だが、ジョーの言葉によって死地の中で覚悟が定まり、自らが「背骨」の代役として暴力団の元に差し出されることになった。砧は暴力団の拷問を受けながらも最後まで耐え、「背骨」を追うジョーたちの奮戦もあって何とか危機を脱する。逃げることなく苦境に立ち向かって切り抜けた砧に人間的な成長を見たジョーは、砧を運び屋から解放し表の世界に帰るように促すのだった。

## 登場人物

### 運送屋と周辺
砧 涼介（きぬた りょうすけ）
本作の主人公。24歳のフリーター青年で、役者志望であったが断念した。諦めることに慣れ、楽に流される自身の立ち位置も判らない日々を送っていたが、張から強制的に借金を背負わされた上に、返済のためジョーの下に送りこまれる。裏社会の人間には気の抜けた若造と評されているものの、ジョーから少しは買われている。
花園 丈（はなぞの ジョー）
裏社会の仕事を請け負う運送屋を営む34歳。砧やジジイのような人間を使っている理由を、いなくなっても、しばらくは失踪届けが出ない身柄のためと話す。貶したり詰ったりするものの、砧のことを彼なりに気にかけている。
塚田 のぼる（つかだ-）
ジョーの下で長く働いている66歳の老人。ジジイと呼ばれている。博打に明け暮れたあげくに、身寄りも金も無い現在の境遇になってしまった。口も行動も軽いお調子者でヘマもするが、いざという時の自分の役目はわきまえている。
山岡 正久（やまおか まさひさ）
裏社会に顔がきく金貸しで34歳。ジョーとは幼馴染で裏の仕事をまわしている。砧に大金を貸し、ジョーの下へ送り込む。死海幇とも児玉組とも利害関係によって動く。

### 死海幇
スーハイパン。日本で活動してるチャイナ・マフィア。
背骨（せぼね） / 李 銀亭（り うひょん）
死海幇に所属する暗殺者で25歳。既に伝説の凶手と呼ばれる凄腕の殺し屋。背骨に添って背骨の刺青があり、殺し屋としての通り名も背骨である。戦闘ではヌンチャクも使うが、ターゲットは素手で仕留める。殺人を生業とするものの、自らは死を怖れていることを自覚しており、哲学的に物事を思索する。
内臓（ないぞう） / 李 安煕（り あんひ）
死海幇に所属する暗殺者で29歳。背骨と組んで仕事をしているが、背骨に大きな顔をされることを疎ましく思い、仲が良いわけではない。
張 福儀（ちゃん ふぃ）
死海幇の構成員の23歳のチンピラで、砧の借金の元凶。違法パチンコビジネスと覚せい剤で稼いでいる。故郷に帰って優雅に暮らす夢を持ち、背骨を巡って組織内で暗躍する。
洪 成沢（ほん そんたく）
死海幇の老板（ボス）。59歳。張の資金源に疑いの目を向けている。

### 児玉組
児玉 春治（こだま はるじ）
暴力団・児玉組の組長で64歳。下っ端が死海幇から麻薬を奪ったために背骨に暗殺される。
児玉 ちはる（こだま-）
児玉組長の18歳の妻で、今回の運送屋の仕事の依頼主。組長の未亡人として暗殺事件の始末をつけるため、背骨の護送に強引に同行する。外見や容貌は歳相応ながら、児玉亡きあとの組を取り仕切る女傑。
河島 精二（かわしま せいじ）
児玉三人衆のひとりで若頭で、40歳。組長の死を心底から悲しんでおり、そのため敵討ちに執念を燃やす。
西尾 健治（にしお けんじ）
児玉三人衆のひとり、41歳。敵討ちに暴走しがちな河島をいさめ、また組長暗殺に纏わるちはるの動きに疑念を持つ。
高橋 義春（たかはし よしはる）
児玉三人衆のひとりで37歳。

## 単行本
- 『SMUGGLER - スマグラー』 講談社（アフタヌーンKC）、2000年8月23日、ISBN 9784063142495。

## 映画
『スマグラー おまえの未来を運べ』（スマグラー おまえのみらいをはこべ）のタイトルで実写映画化。監督は石井克人、主演は妻夫木聡。PG12。第36回トロント国際映画祭正式招待作品。
キャッチコピーは「この荷物は、おまえより重い。」「運んでいるのは、お前の運命だ。」「それは、運命の荷物。」「ラスト38分の衝撃 それに続く圧倒的な爽快感を体験せよ!」。
丸の内TOEI2他全国184スクリーンで公開され、2011年10月22、23日の初日2日間で興収4,875万5,300円、動員3万5,610人を記録し、映画観客動員ランキング（興行通信社調べ）で初登場7位となった。

### キャスト
スマグラー
- 砧涼介 - 妻夫木聡
- ジョー（花園丈） - 永瀬正敏
- ジジイ（塚田マサコ） - 我修院達也
- 山岡有紀 - 松雪泰子

涘海幇（スーハイパン）
- 背骨（李銀亭／リ・インティン） - 安藤政信
- 内蔵（李安煕／リ・アンシ） - テイ龍進
- 張福儀（チャン・フイ） - 阿部力

田沼組
- 田沼ちはる - 満島ひかり
- 河島精二 - 髙嶋政宏
- 西尾健治 - 小日向文世
- 高橋義春 - 清川均
- 田沼春治 - 島田洋八

その他
- 警官 - 松田翔太
- 警官 - 大杉漣
- ヤクザ - 山本竜二
- アロハの男 - 津田寛治
- ジョーの友人 - 寺島進
- コンビニ店員 - 森下能幸

### スタッフ
- 監督 - 石井克人
- 脚本 - 石井克人、山口雅俊、山本健介
- 主題歌 - Superfly「愛をくらえ」（ワーナーミュージック・ジャパン）
- 制作プロダクション - グラスホッパー!、ジャンゴフィルム
- 企画 - ヒント
- 配給 - ワーナー・ブラザース映画
- 製作 - 「スマグラー おまえの未来を運べ」製作委員会（テレビ朝日、ヒント、ハピネット、講談社、WOWOW、KDDI、クオラス、ソニーPCL、朝日放送、Yahoo! JAPAN、メ〜テレ、北海道テレビ放送、九州朝日放送）

### ソフト化
2012年4月27日発売。発売元はテレビ朝日 / 講談社 / ハピネット、販売元はハピネット。
- スマグラー おまえの未来を運べ スタンダード・エディション（DVD1枚組）
  - 映像特典
    - 特報・劇場予告編・TVスポット集

  - 音声特典
    - オーディオコメンタリー（監督：石井克人×美術：都築雄二）
- スマグラー おまえの未来を運べ コレクターズ・エディション（2枚組・DVD、BDでリリース）
  - ディスク1：本編ディスク（スタンダード・エディションと同様）
  - ディスク2：特典DVD
    - 撮影メイキング
      - 監督&キャスト編
      - 死闘48時間のアクション撮影全記録

    - キャストインタビュー
    - 完成披露試写会、初日舞台挨拶、トロント国際映画祭

  - 初回限定特典
    - ブックレット（32P）
    - 特製アウターケース&デジパック仕様

### スピンオフドラマ
LISOMOドラマ『スマグラー おまえの役はどれ?』は、auの携帯配信ドラマ。2011年10月7日より毎週金曜日配信。全4話。映画の前日談の日常のエピソード。
出演
- 砧涼介 - 妻夫木聡
- ジョー - 永瀬正敏
- ジジイ - 我修院達也
- 内蔵 - テイ龍進
- ドラマ脚本家 - 内田朝陽
- 山岡有紀の妹 - 鈴木えみ（スピンオフドラマオリジナル）

スタッフ
- 監督 - 山口雅俊
- 脚本 - 橋口俊貴